# Symphoria racemosa
Symphoria racemosa là một loài thực vật có hoa trong họ Kim ngân. Loài này được (Michx.) Pursh miêu tả khoa học đầu tiên năm 1814.